# Notoxus sparsus
Notoxus sparsus är en skalbaggsart som beskrevs av Leconte 1859. Notoxus sparsus ingår i släktet Notoxus och familjen kvickbaggar. Inga underarter finns listade i Catalogue of Life.